# Adactylotis graellsiaria
Adactylotis graellsiaria là một loài bướm đêm trong họ Geometridae.